# Ivan Wyschnegradsky
Ivan Wyschnegradsky (en russe : Иван Александрович Вышнеградский, Ivan Aleksandrovitch Vychnegradski) est un compositeur français d'origine russe né le 4 mai 1893 à Saint-Pétersbourg et mort le 29 septembre 1979 à Paris.

## Biographie
Ivan Wyschnegradsky est né à Saint-Pétersbourg le 4 mai 1893. Son père est banquier et sa mère écrit des poèmes. Son grand-père est un mathématicien célèbre qui a été ministre des finances d'Alexandre III, de 1888 à 1892. Après ses études au Premier lycée classique de Saint-Pétersbourg et son baccalauréat, Wyschnegradsky entre à la Faculté de mathématiques de l'université de Saint-Pétersbourg. Il suit les cours d'harmonie, de composition et d'orchestration (1911-1915) auprès de Nikolaï Sokolov, professeur au Conservatoire de Saint-Pétersbourg. À partir de 1912, il entre à la faculté de droit. Sa première œuvre publique Andante religioso et funèbre est créée au théâtre Pavlovsk sous la direction d'Aslanov, en présence de César Cui qui « le félicite pour sa modération ».
En 1916, il compose la Journée de Brahma, qui deviendra la Journée de l'Existence, pour récitant, grand orchestre et chœur mixte ad libitum. En 1917, à la veille de la révolution, il termine ses études de droit. En novembre, son père est arrêté. Ivan adhère à l'idéal de la révolution russe et compose l'Évangile rouge, opus 8. En 1919, il élabore son premier projet de notation des douzièmes de ton. L'année suivante, il émigre à Paris. La maison Pleyel lui fabrique un piano à transmission pneumatique qui ne le satisfait pas entièrement (1921). Il souhaite faire construire un vrai piano à quarts de ton et pense qu'il ne peut le faire qu'en Allemagne. Il commande chez Straube un harmonium, type Mœllendorf, à quarts de ton. En 1922 et 1923, il se rend à plusieurs reprises en Allemagne où il rencontre R. Stein, Aloïs Hába, J. Mager et W. Mœllendorf. L'année suivante, il se marie avec la peintre russe surréaliste Hélène Benoisqui lui donne un fils, Dimitri, connu sous le nom de Jacques Demètre dans le milieu du blues (1924). En 1926, il divorce puis il commande un piano à quarts de ton chez Fœrster (1927). Le quatuor Vandelle crée le Prélude et fugue, opus 15. En 1929, le piano Fœrster arrive à Paris. Il rencontre Lucille Markoff (Gayden), sa future femme. Il publie le Manuel d'harmonie à quarts de ton (1932) et compose les Vingt-quatre préludes dans tous les tons de l'échelle chromatique diatonique à treize sons, pour deux pianos à quarts de ton (1934).
Le 25 janvier 1937, à un concert entièrement consacré à sa musique, il rencontre Olivier Messiaen, puis plus tard Henri Dutilleux et Claude Ballif. Il enregistre le mouvement lent de la symphonie Ainsi parlait Zarathoustra pour quatre pianos à quarts de ton. En 1942, il est arrêté par les Allemands et transféré à Compiègne où il reste deux mois. Sa femme, de nationalité américaine, est arrêtée et transférée à Vittel. Le 11 novembre 1945, Gisèle Peyron et Mady Sauvageot, sopranos, Lili Fabrègue, alto, Yvette Grimaud, Yvonne Loriod, Pierre Boulez et Serge Nigg, pianos donnent un concert d'œuvres de Wyschnegradsky. Atteint de tuberculose, il séjourne au sanatorium de St Martin-du-Tertre. André Souris donne en première belge, la symphonie Ainsi parlait Zarathoustra pour quatre pianos en quart de ton (Bruxelles, 14 février 1947), enregistrée au disque dès 1938 par Monique Haas. Pierre Boulez, Yvette Grimaud, Claude Helffer et Ina Marika donnent en création le Deuxième fragment symphonique, opus 24 (Paris, 28 novembre 1951). La Revue musicale publie un numéro spécial sur Ivan Wyschnegradsky et Nicolas Oboukhov. En 1977, Martine Joste organise un grand concert à Radio-France. Au Canada, Bruce Mather fait de même. En 1978, Alexandre Myrat, à la tête de l'Orchestre Philharmonique de Radio-France, crée la Journée de l'Existence. Il est invité par le DAAD comme compositeur en résidence à Berlin. Il ne peut s'y rendre pour des raisons de santé. Radio-France lui commande un trio à cordes.
Il meurt le 29 septembre 1979, à l'âge de 86 ans, et est inhumé au cimetière parisien de Bagneux (division 33).
Une « Association Ivan Wyschnegradsky » est fondée à Paris en 1983 sous la présidence de Claude Ballif.

## Œuvres
- Œuvres chromatiques (en demi-tons)

La Journée de l'existence, pour récitant, orchestre & chœur ad. lib., sans Op. (1916-1917, révision 1927 & 1939)
L'automne (texte de F. Nietzsche, traduit en russe), pour baryton-basse & piano, Op. 1 (1917) Ed. Belaieff.
Préludes (2), pour piano, Op. 2 (1916) Ed. Belaieff.
Le soleil décline (textes de F. Nietzsche), pour baryton-basse & piano, Op. 3 (1917-1918) Ed. Belaieff.
Le scintillement des étoiles (textes de Sophie Wyschnegradsky, mère du compositeur), pour soprano & piano, Op. 4 (1918)
Quatre fragments, pour piano (1re version), Op. 5 (1918)
L'Évangile Rouge (textes de Wassili Kniaseff), cycle pour voix & piano (1re version), Op. 8 (1918-1920)
Le mot, pour soprano & piano, Op. 36 (1953)
Prélude, pour piano, Op. 38a (1956)
Quatuor à cordes n°3, Op. 38b (1945-1958)
Étude sur le carré magique sonore, pour piano, Op. 40 (1956) Ed. Belaieff.
- Œuvre en tiers de ton

Prélude et danse, pour piano en tiers de ton de Julián Carrillo, Op. 48 (1966)
- Œuvres en quarts de ton

Quatre fragments, pour 2 pianos en quarts de ton (2e version), Op. 5 (1918)
L'Évangile Rouge, cycle pour voix & 2 pianos en quarts de ton (2e version), Op. 8 (1918-1920)
Chants sur Nietzsche (2), pour baryton & 2 pianos en quarts de ton, Op. 9 (1923)
Variations sur la note Do, pour 2 pianos en quarts de ton, Op. 10 (1918-1920)
Dithyrambe, pour 2 pianos en quarts de ton, Op. 12 (1923-1924, version révisée par Bruce Mather, 1991)
Quatuor à cordes n°1, Op. 13 (1923-1924)
Deux Chœurs (textes d'A. Pomorsky), pour chœur mixte, 4 pianos en quarts de ton & percussions, Op. 14 (1926)
Prélude et fugue sur un chant de l'Évangile rouge, pour piano en quarts de ton, version pour quatuor à cordes (perdue), Op. 15 (1927)
Prélude et danse, pour 2 pianos en quarts de ton, Op. 16 (1926)
Ainsi parlait Zarathoustra, symphonie, pour 4 pianos en quarts de ton (début d'orchestration à la Bibliothèque Nationale, Paris), Op. 17 (1929-1930, révisée 1936, Ed. L'Oiseau-Lyre)
Quatuor à cordes n°2, Op. 18 (1930-1931)
Deux Études de concert, pour 2 pianos en quarts de ton, Op. 19 (1931)
Étude en forme de scherzo, pour 2 pianos en quarts de ton, Op. 20 (1931)
Prélude et fugue, pour 2 pianos en quarts de ton, Op. 21 (1932)
Deux Pièces, pour 2 pianos en quarts de ton, sans Op. (1934)
24 Préludes dans tous les tons de l'échelle chromatique diatonisée à 13 sons, pour 2 pianos en quarts de ton, Op. 22 (1934, révision 1960) Ed. Belaieff.
Premier fragment symphonique, pour 4 pianos en quarts de ton, Op. 23a; pour orchestre, Op. 23c  (1934, version d'orchestre 1967)
Deuxième fragment symphonique, pour 4 pianos en quarts de ton, timbales & percussions, Op. 24 (1937)
Poème, pour 2 pianos en quarts de ton, sans Op. (1937)
Linnite, pantomime en 1 act & 5 scènes, pour 3 voix& 4 pianos en quarts de ton, Op. 25 (1937)
À Richard Wagner, pour baryton & 2 pianos en quarts de ton, Op. 26 (1934)
Acte chorégraphique, pour baryton-basse, chœur mixte, 4 pianos en quarts de ton, percussions & instruments ad. lib. (alto, clarinette en do & balalaika), Op. 27 (1937-1940)
Cosmos, pour 4 pianos pianos en quarts de ton, Op. 28 (1939-1940) Ed. Belaieff.
Deux Chants russes, pour baryton-basse & 2 pianos en quarts de ton, Op. 29 (1940-1941)
Troisième fragment symphonique, pour 4 pianos en quarts de ton & percussions ad. lib., Op. 31 (1946)
Deux Fugues, pour 2 pianos en quarts de ton, Op. 32 (1951)
Variations sans thème et conclusion (5), pour orchestre, Op. 33 (1951-1952)
Sonate en un mouvement, pour alto & 2 pianos en quarts de ton, Op. 34 (1945-1959)
Transparence I, pour Onde Martenot & 2 pianos en quarts de ton, Op. 35 (1953)
Quatrième fragment symphonique, pour 4 Ondes Martenot & 4 pianos en quarts de ton, Op. 38c (1956)
Polyphonies spatiales, pour piano, harmonium, Onde Martenot, percussions & orchestre à cordes, Op. 39 (1956)
Études sur les densités et les volumes, pour 2 pianos en quarts de ton, Op. 39b (1956)
Dialogue à deux, pour 2 pianos en quarts de ton, Op. 41 (1958-1973)
Dialogue, pour 2 pianos en quarts de ton à 8 mains, sans Op. (1959)
Composition en quarts de ton pour quatuor à cordes, Op. 43 (1960) Ed. Belaieff.
Études sur les mouvements rotatoires, pour 2 pianos en quarts de ton à 8 mains, Op. 45a.; pour orchestre de chambre, Op. 45c (1961) Ed. Belaieff.
Composition II, pour 2 pianos en quarts de ton, Op. 46b (1960)
Transparence II, pour Onde Martenot & 2 pianos en quarts de ton, Op. 47 (1962-1963)
Intégrations, pour 2 pianos en quarts de ton, Op. 49 (1962)
L'Éternel Étranger, opéra, pour voix, chœur, 4 pianos en quarts de ton, percussions et orchestre (orchestration incomplète), Op. 50 (1940-1960)
Symphonie en un mouvement, pour orchestre, Op. 51b (1969)
Composition, pour quatuor d'Ondes Martenot, Op. 52 (non daté)
Trio à cordes, Op. 53 (1979, inachevé, complété par Claude Ballif)
Trauergesang, Epigrammen, Ein Stück, pour piano en quarts de ton, sans Op. (non datées, trouvées par M. Smolka dans les archives d'Alois Hába en 1992)
- Œuvre tricésimoprimale (tempérament à 31 notes par octave)

Étude ultrachromatique, pour l'orgue tricésimoprimal Fokker, Op. 42 (1959)
- Œuvres en sixièmes de ton

Prélude et fugue, pour 3 pianos en sixièmes de ton, Op. 30  (1945)
Poème, pour piano en sixièmes de ton de Julián Carrillo, Op. 44a (1958)
Études sur les mouvements rotatoires, pour 3 pianos en sixièmes de ton & orchestre, Op. 45b  (1961)
Composition I, pour 3 pianos en sixièmes de ton, Op. 46a  (1961)
Dialogue à trois, pour 3 pianos en sixièmes de ton, Op. 51  (1973-1974)
Méditations (2), pour 3 pianos en sixièmes de ton, sans Op. (non datée)
- Œuvres en douzièmes de ton

Arc-en-ciel, pour 6 pianos en douzièmes de ton, Op. 37 (1956)
Étude, pour piano en douzièmes de ton de Julián Carrillo, Op. 44b  (1958)
- Œuvres utilisant plusieurs micro-intervalles

Chant douloureux et étude, pour violon & piano, Op. 6 (1918) (tiers, quarts, sixièmes & huitièmes de ton dans la partie de violon)
Méditation sur deux thèmes de la Journée de l'existence, pour violoncelle & piano, Op. 7 (1918-1919)  (tiers, quarts & sixièmes de ton dans la partie de violoncelle)
Chant nocturne, pour violon & 2 pianos en quarts de ton, Op. 11 (1927, révision 1971)  (quarts, sixièmes & huitièmes de ton dans la partie de violon)
Œuvre sans titre, pour 3 pianos en sixièmes de ton & piano en quarts de ton, sans Op. (non datée)

## Enregistrements
- Ivan Wyschnegradsky : Ainsi Parlait Zarathoustra, opus 17. Monique Haas, Ina Marika, Edouard Staempfli, Max Vredenburg, pianos sous la direction du compositeur. LP 78 tours 1938, L'Oiseau-Lyre Éditions.

- Ivan Wyschnegradsky : Méditation sur 2 thèmes de la Journée de l'Existence opus 7, Prélude et fugue opus 21, Vingt-quatre préludes opus 22 (extraits), Troisième Fragment symphonique opus 32, Étude sur le carré sonore magique opus 40, Étude sur les mouvements rotatoires opus 45, Prélude et Étude opus 48, Entretien du compositeur avec Robert Pfeiffer. S. Billier, M. Joste, J.F. Heisser, J. Koerner, pianos, J. Wiederker, violoncelle sous la direction de M. Decoust. Éditions Block, Berlin, 2 LP, EB 107/108.

- Piano Duo. Ivan Wyschnegradsky : Concert Étude opus 19, Fugue opus 33, Integration opus 49. Bruce Mather : Sonata for two pianos. Bengt Hambraeus : Carillon. Bruce Mather and Pierrette Le Page, pianos. Mc Gill University Records 77002.

- Music for three pianos in sixths of tones. Ivan Wyschnegradsky : Dialogue à trois opus 51, Composition opus 46, Prélude et Fugue opus 30. Bruce Mather : Poème du Délire. Jack Behrens : Aspects. Louis-Philippe Pelletier, Paul Helmer, François Couture, pianos sous la direction de Bruce Mather. Mc Gill University Records 83017.

- Ivan Wyschnegradsky : Vingt-quatre Préludes opus 22, Intégrations opus 49. Henriette Puig-Roget and Kazuoki Fujii, pianos. Fontec records, Tokyo, FOCD 3216.

- Between the Keys, Microtonal Masterpieces of the 20th Century. Charles Ives : Three Quarter-tone Pieces for Two Pieces, Ivan Wyschnegradsky : Meditation on Two Themes from the Day of Existence opus 7,transcription for bassoon and piano by Johnny Reinhard, Harry Partch : Yankee Doodle Fantasy, John Cage : Sonatas and Interludes for Prepared Piano, The American Festival of Microtonal Music Ensemble, dir. Johnny Reinhard, Newport Classic, NPD 85526.

- Ivan Wyschnegradsky : Premier quatuor à cordes opus 13, Deuxième quatuor à cordes opus 18, Troisième quatuor à cordes opus 38bis, Composition pour quatuor à cordes opus 43, Trio pour violon, alto et violoncelle, opus 53. Quatuor Arditti. Édition Block, Berlin, CD-EB 201

- Hommage à Ivan Wyschnegradsky : Transparences I opus 36, Transparences II opus 47, Composition en quarts de ton pour quatuor d'ondes Martenot, Cosmos opus 29. Serge Provost Ein Horn. Bruce Mather Yquem. Jean Laurendeau, ondes, Pierrette Lepage, Bruce Mather, Marc Couroux, François Couture, Paul Helmer, pianos, Ensemble d'Ondes Martenot de Montréal. Société Nouvelle d'Enregistrement, SNE-589-CD

- Ivan Wyschnegradsky : Études sur les mouvements rotatoires opus 45c, Sonate pour alto et piano opus 34, Dialogue opus posthume, Études sur les densités et les volumes opus 39bis, Deux chants sur Nietzsche opus 9, Dithyrambe opus 12. Jacques Bona, baryton-basse, Teodor Coman, alto, Sylvaine Billier, Martine Joste, Gérard Frémy, Yves Rault, pianos et l'Ensemble 2e2m sous la direction de Paul Méfano. 2e2m Collection.

- Lyrische Aspekte unseres Jahrhundert. Martin Gelland, violon et Lennart Wallin, piano. Othmar Schoeck : Sonate pour violon et piano, opus 22. Ivan Wyschnegradsky : Chant douloureux opus 6, pour violon et piano. Chant nocturne opus 11 (Klaus-Georg Pohl et Ute Gareis, pianos à quarts de ton). Allen Sapp : And the Bombers Went Home pour violon et piano. Willy Burkhard : Sonate pour violon et piano opus 78. Richard Strauss : Allegretto pour violon et piano. Hanns Jelinek : Zehn Zahme Xenien opus 32 pour violon et piano. Dieter Acker : Sonate pour violon solo. Vienna Modern Masters, VMM 2017

- 50 Jaar Stichting Huygens-Fokker. Peter Schat : Collages voor 31-toonsorgel. Henk Badings : Sonate 3 voor twee violen, Reeks van kleine klankstukken. Ivan Wyschnegradsky : Étude Ultrachromatique. Jos Zwaanenburg : Cherubs' Chirrup. Rafael Reina : Drag on ... Claustrophobia. Stichting Huygens-Fokker, 1999.

- L'Evangile rouge (The Red Gospel). Ivan Wyschnegradsky : L'Evangile Rouge opus 8, Deux chants sur Nietzsche opus 9, Deux chants russes opus 29, A Richard Wagner opus 26. Bruce Mather : Un cri qui durerait la mer, Des laines de lumière. Michel Ducharme, baryton-basse, Pierrette Lepage et Bruce Mather, pianos accordés en quarts de ton. Société Nouvelle d'Enregistrement, SNE-647-CD.

- La Journée de l'existence, confession de la vie devant la vie pour orchestre, chœur ad libitum et récitant, shiiin 4  CD  2009.

## Écrits (sélection)
- Libération du son (in russian). Nakanounié. Berlin, 7 janvier 1923.
- Libération du rythme (en russe). Nakanounié, Berlin, 18 et 25 mars 1923.
- Quelques considérations sur l'emploi des quarts de ton en musique. Le monde musical, Paris, 30 juin 1927.
- Quartertonal music, its possibilities and organic Sources, Pro Musica Quarterly, New York, 19 octobre 1927, pp 19-31.
- Musique et Pansonorité. La revue Musicale IX, Paris, décembre 1927, pp 143.
- Manuel d'harmonie à quarts de ton, La Sirène Musical, Paris, 1932, republished by Ed. Max Eschig, Paris, 1980.
- Étude sur l'harmonie par quartes superposées, Le Ménestrel, 12 juin 1935, p 125 et 19 juin 1935, p 133.
- La musique à quarts de ton et sa réalisation pratique. La Revue Musicale 171, 1937.
- L'énigme de la musique moderne. La Revue d'esthétique, janvier-mars 1949, pp 67-85 et avril-juin 1949, pp 181-205.
- Préface à un traité d'harmonie par quartes superposées. Polyphonie 3,1949, p 56.
- Problèmes d'ultrachromatisme. Polyphonie 9-10, 1954, pp 129-142.
- Les Pianos de J. Carrillo. Guide du concert et du disque, Paris, 19 janvier 1959.
- Continuum électronique et suppression de l'interprète. Cahiers d'études de Radio Télévision, Paris, avril 1958, pp 43-53.
- L'ultrachromatisme et les espaces non octaviants, La Revue Musicale # 290-291, pp. 71–141, Ed. Richard-Masse, Paris, 1972.
- La Loi de la Pansonorité (Manuscript, 1953), Ed. Contrechamps, Geneva, 1996. Preface de Pascal Criton, Édité par Franck Jedrzejewski.  (ISBN 2-940068-09-7).
- Une philosophie dialectique de l'art musical (Manuscript, 1936), Ed. L'Harmattan, Paris, 2005, Édité par Franck Jedrzejewski.  (ISBN 2-7475-8578-6).
- Libération du son – Écrits 1916-1979, textes réunis, présentés et annotés par Pascale Criton. Traduction de Michèle Kahn. Ed. Symétrie, 2013.  (ISBN 978-2-914373-64-7).